# 女学生圆舞曲

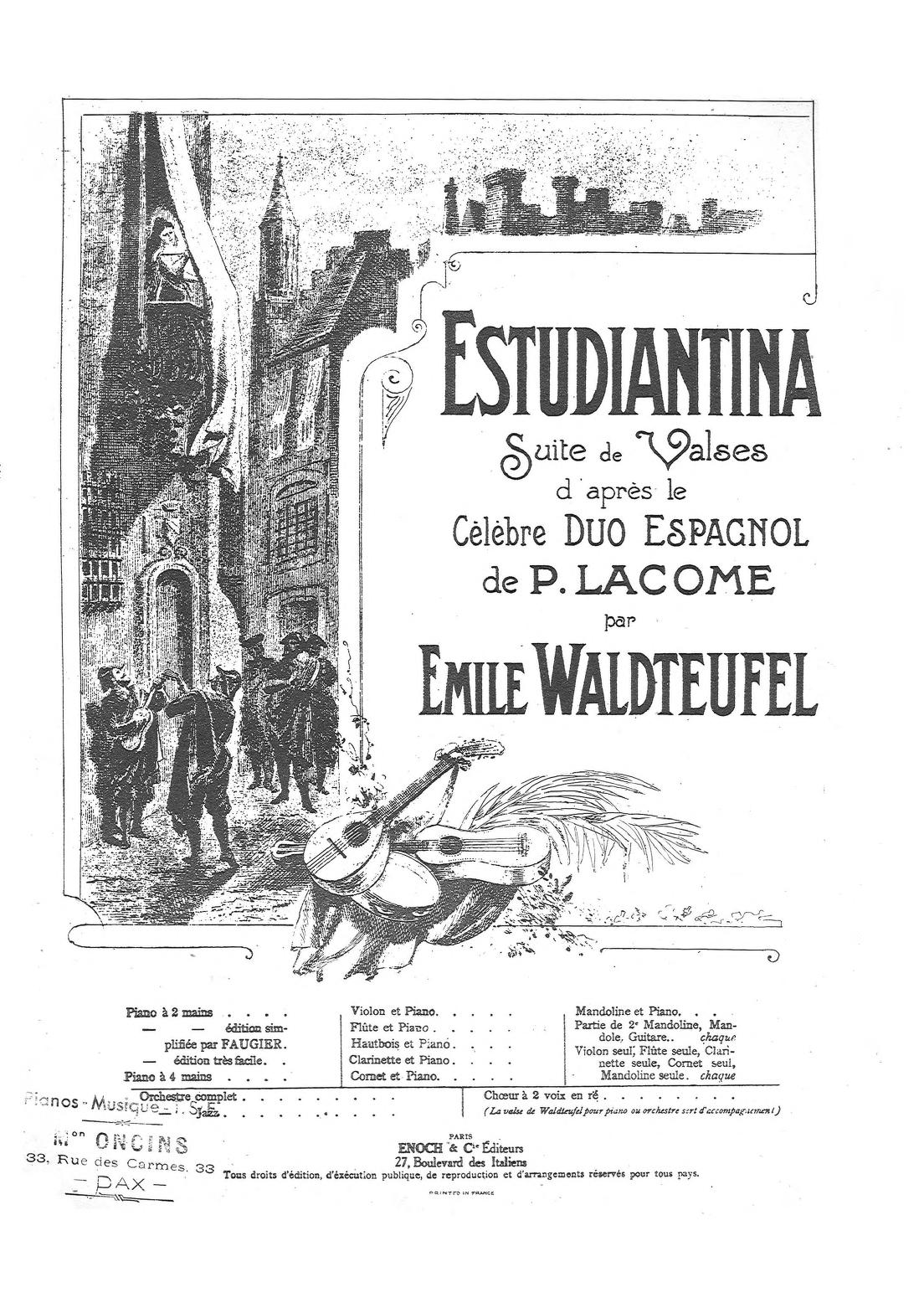
女学生圆舞曲的封面

女学生圆舞曲（西班牙語：Estudiantina）是一首由法国作曲家埃米尔·瓦尔德退费尔创作的圆舞曲，作品号是191。
华语界普遍使用“女学生圆舞曲”或“女大学生圆舞曲”这个译名。事实上，原题中的意思是“学生乐队”，被误以为是两性同形名词（学生）的阴性形式。

## 概要
女学生圆舞曲的旋律更早的被创作，于1881年由Paul Lacôme作曲、J. de Lau Lusignan作词。Paul Lacôme根据同名的重唱曲和西班牙民谣为素材创作了这首乐曲，最早的版本为四手联弹的钢琴曲，后来被瓦尔德退费尔改编为管弦乐。《女学生圆舞曲》与《溜冰圆舞曲》同为瓦尔德退费尔的代表作。

## 乐曲
瓦尔德退费尔版本的《女学生圆舞曲》为D大调、3/4拍子。
前奏